# 30 Лебедя
30 Лебедя — звезда спектрального класса A5III в созвездии Лебедя. Её видимая звёздная величина составляет 4,83 и находится на расстоянии 645 световых лет (197,71 парсек).
Обозначение Байера ο (омикрон) по-разному применялось к двум или трём звёздам 30, 31, и 32 Лебедя. 30 Лебедя иногда обозначалась как ο1 Лебедя, так же как и 31 и 32 Лебедя, которые обозначались как ο2 и ο3 соответственно. Для большей ясности, предпочтительнее использовать обозначение Флеместида 30 Лебедя.
30 Лебедя находится на расстоянии 6 угловых минут от 31 Лебедя A и 7 угловых минут от 31 Лебедя B. Эта двойная звезда также известна как ο1 Лебедя.